# Carro comando

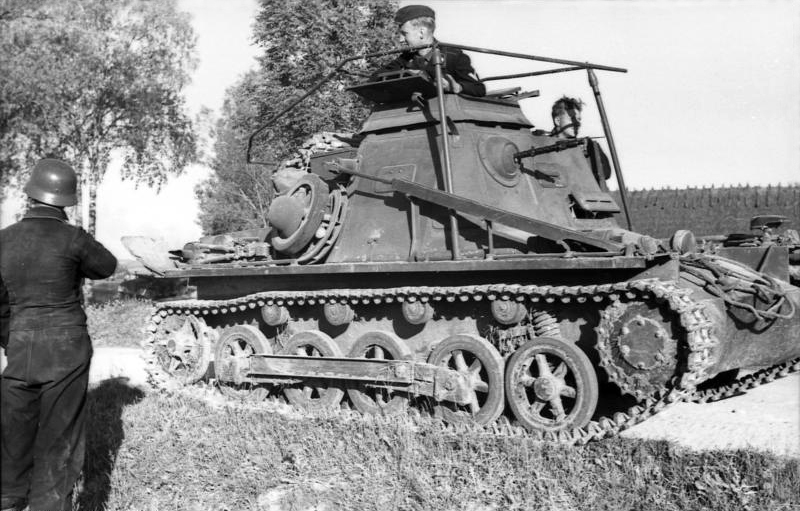
Sd.Kfz. 265 Panzerbefehlswagen su Panzer I convertito in carro comando. Notare la casamatta fissa al posto della torretta e l'antenna a "appendipanni".

Il carro comando è un tipo di veicolo corazzato adatto ad essere usato come posto di osservazione e comando mobile.

## Caratteristiche
Generalmente questi mezzi sono sviluppati dalla stessa tipologia e modello dei mezzi che devono guidare, in quanto un modello più vecchio rischierebbe di andare troppo lentamente o di essere troppo poco protetto; spesso però sono anche utilizzati in questo ruolo modelli ritirati dalla prima linea, in quanto meno costosi. I carri comando sono strutturalmente poco diversi dai normali mezzi da combattimento e presentano poche differenze esteriori, in quanto se fossero facilmente identificabili diventerebbero bersagli primari per le armi nemiche, che distruggendoli lederebbero molto la coordinazione dei mezzi avversari. Le diversità esteriori dai mezzi di combattimento sono principalmente tre: un'antenna radio più lunga, che nei primi modelli della seconda guerra mondiale veniva posizionata intorno allo scafo, dando l'aspetto di un corrimano (spesso chiamato "clothes line" antenna cioè antenna stendipanni); un apparato di comunicazione più potente e sviluppato; l'assenza o minor consistenza degli armamenti primari (il cannone sostituito con uno di calibro più piccolo o una mitragliatrice), per garantire maggiori spazi per le postazioni di lavoro interne.

## Storia

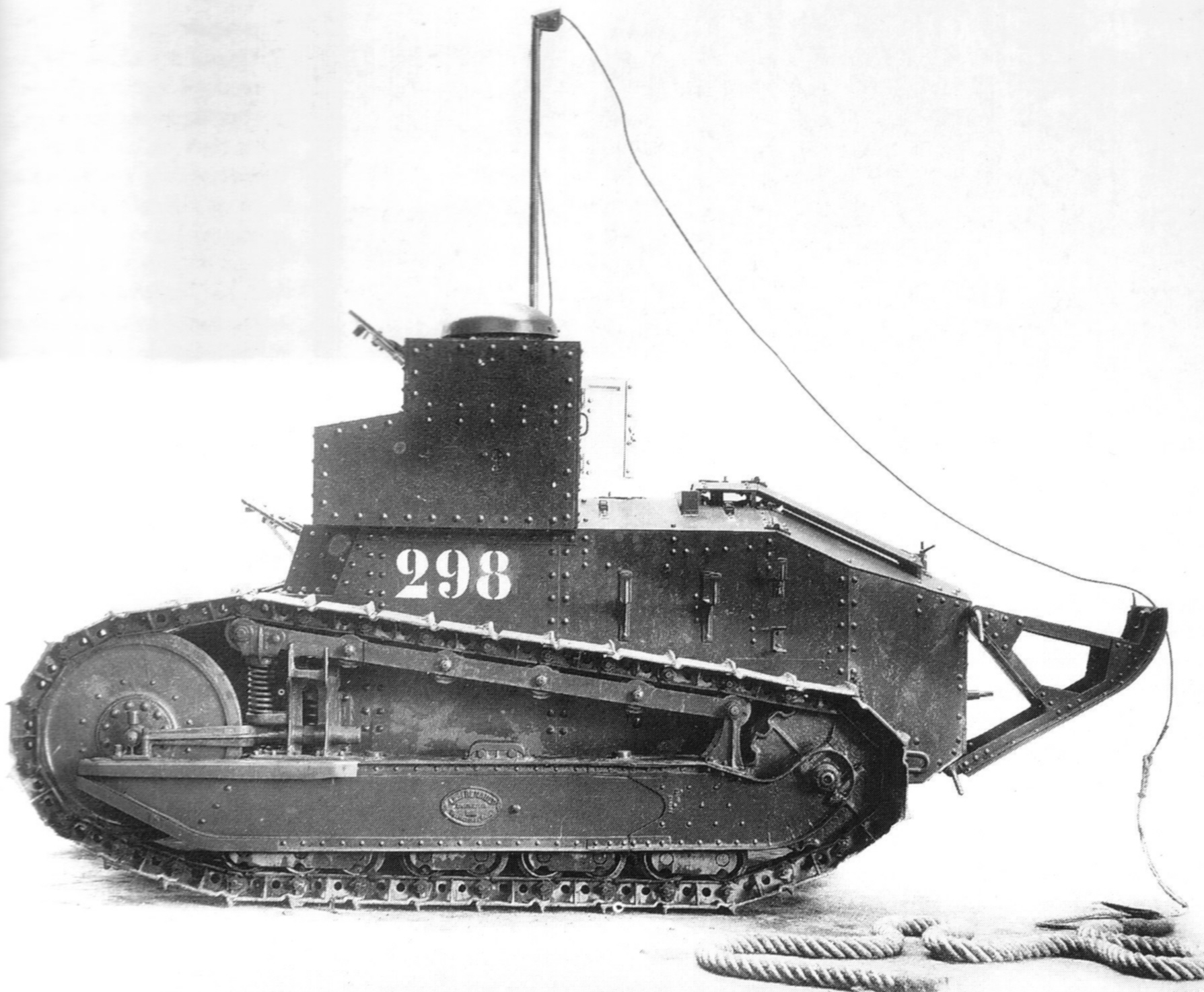
Una Renault FT disarmata con cavo d'antenna

Pur venendo utilizzati anche prima (in pochi esemplari), i primi veicoli massicciamente adattati per questo ruolo furono usati dalla Germania durante la seconda guerra mondiale, la quale, accortasi che i tradizionali posti di comando fissi spesso perdevano contatto con le veloci unità avanzate durante la Blitzkrieg', rimediarono creando posti di comando mobili su veicoli corazzati, sia carri armati che blindati, chiamati Panzerbefehlswagen ("veicolo corazzato da comando") o Pz.Bef.Wg. I primi vennero fatti sulla base dei Panzer I, ai quali veniva tolta la torretta girevole per far posto ad una casamatta più alta e larga, così da aumentare lo spazio di lavoro per lo staf comando. Come già detto per non rendere facilmente individuabili questi carri, l'aspetto doveva essere molto simile ad un veicolo normale, per esempio il Panzerbefehlswagen III (variante del Panzer III) aveva la torretta fissa con un cannone finto (e una corazzatura più spessa), quindi ad un primo sguardo era uguale ad un normale Panzer III, pur non avendone la capacità offensiva.
Successivamente l'idea venne colta dall'Unione Sovietica (che spesso usò i carri ISU-122/155 senza cannone e i carri leggeri T-26 e BT-5) e da altri paesi.
Il Regno Unito usò vari tipi di veicoli comando, come gli AEC Armoured Command Vehicle e il Guy Lizard.
Il Regno d'Italia fu tra queste e durante la guerra immise in servizio tre modelli di carro comando, destinati sia alle compagnie di carri armati che alle formazioni di semoventi: il carro comando L40, il carro comando semoventi M40, il carro comando semoventi M41 ed il carro comando semoventi M42, derivati rispettivamente dai carri armati L6/40, M13/40, M14/41 ed M15/42.

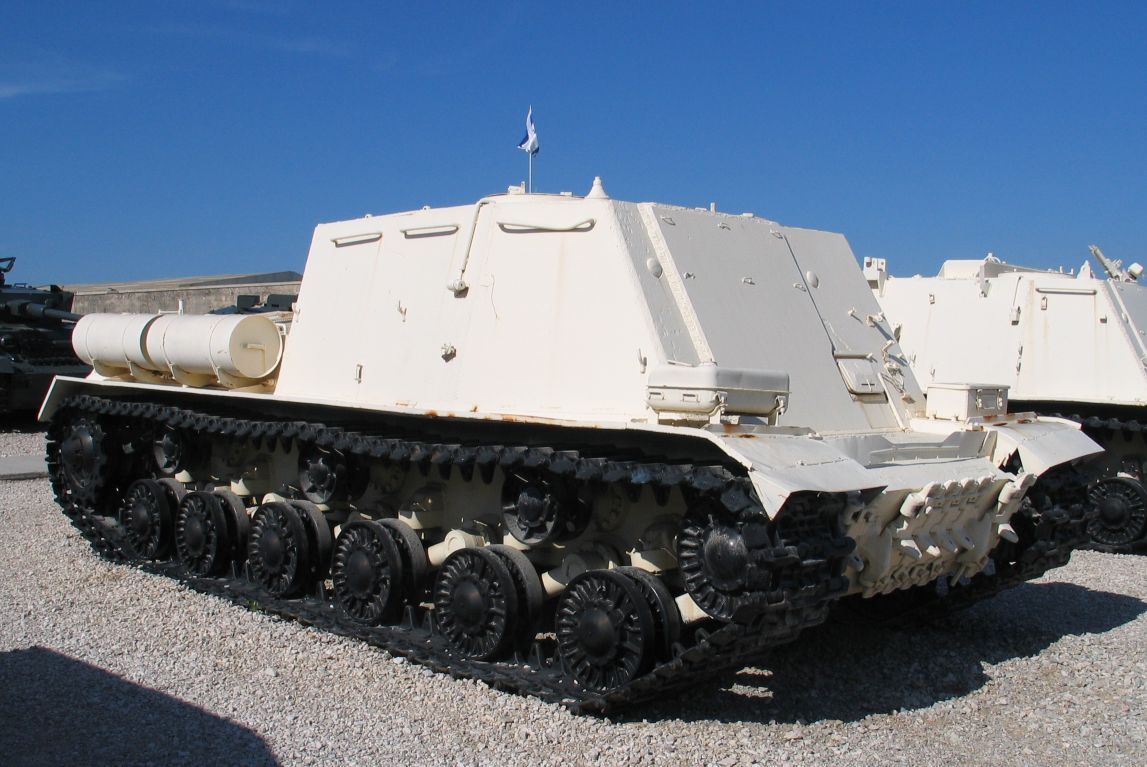
Una ISU-122/155 senza cannone, adattata come carro comando

Oggi, pur con lo sviluppo dei mezzi di trasmissione e nonostante il fatto che tutti i carri sono dotati di trasmettitrice (cosa non scontata durante la seconda guerra mondiale), i carri comando delle unità corazzate si distinguono soltanto per una dotazione di sistemi di comando e controllo superiore. Per le unità di fanteria meccanizzata e di artiglieria invece sono state sviluppate versioni comando dai più diffusi veicoli trasporto truppe, sia ruotati che cingolati, come l'M577 (derivato dall'intramontabile M113) o, per l'Esercito Italiano, le versioni posto comando del Dardo e del Freccia.